# Ewa Petelska
Ewa Petelska, connue également sous les noms d'Ewa Poleska et d'Ewa Głowacka, née le 24 décembre 1920 à Pyzdry (Grande-Pologne) et morte le 20 août 2013 à Varsovie, est une réalisatrice et scénariste polonaise.

## Biographie
Née en 1920 non loin de Poznań, Ewa Petelska achève en 1955 ses études à la faculté de réalisation cinématographique de l'École nationale de cinéma de Łódź. En 1959, elle est décorée de la Croix d'Or du Mérite.
De 1998 à 2002, elle est membre de la diétine régionale de la voïvodie de Mazovie (groupe SLD) qu'elle préside en tant que doyenne d'âge lors de son ouverture. Candidate de nouveau en 2002 (sur la liste PO), elle n'est pas élue pour un second mandat.
Elle est l'épouse du réalisateur Czesław Petelski (en) (1922-1996) et a été scénariste ou co-réalisatrice de plusieurs de ses films. Leur fils Janusz Petelski (pl) (né en 1957) est également réalisateur.
Le 28 août 2013, elle est enterrée dans l'“Aleja Zasłużonych” du cimetière militaire de Powązki (section A30).

## Filmographie
Ewa Petelska a réalisé, le plus souvent avec son mari, au moins 25 films pour le grand écran ou la télévision entre 1951 et 1989, parmi lesquels :
- 1959 : Kamienne niebo (pl) (Un ciel de pierre), avec Tadeusz Łomnicki, d'après le roman éponyme de Jerzy Krzysztoń (pl)
- 1961 : Ogniomistrz Kaleń (pl)] (Le Sergent Kaleń) - titre français Mort aux SS
- 1963 : Les Ailes noires (pl) (Czarne skrzydła)
- 1967 : Tortura nadziei (pl) d'après La Torture par l’espérance d'Auguste de Villiers de L'Isle-Adam
- 1967 : Kwestia sumienia (pl) (Question de conscience), d'après l’œuvre de Ambrose Bierce
- 1973 : Copernic (en), à l'occasion du 500e anniversaire de la naissance de l'astronome Nicolas Copernic.
- 1976 : Kazimierz Wielki (pl) (Casimir le Grand)
- 1979 : Bilet powrotny (Le billet de retour)
- 1980 : L'Anniversaire d'un jeune Varsovien (pl) d'après Jerzy Stefan Stawiński
- 1985 : Kim jest ten czlowiek? (pl) (Qui est cet homme ?), film d'espionnage dont l'action se déroule en 1939 et partiellement à Paris, d'après un roman de Ryszard Marek Groński (pl) et Michał Komar (pl)  (« M. M. Gromar »)